# NGC 1151
NGC 1151 je galaksija u zviježđu Eridan.

## Vanjske poveznice
- SEDS: NGC 1151